# Campeonato Asiático de Atletismo de 2013 - Lançamento de dardo feminino
A prova do lançamento de dardo feminino do Campeonato Asiático de Atletismo de 2013 foi disputada no dia 6 de julho de 2013 no Shree Shiv Chhatrapati Sports Complex em Pune, na Índia. 

## Recordes
Antes desta competição, os recordes mundiais e do campeonato nesta prova eram os seguintes:
|                       | Nome              | Nacionalidade | Distância | Local     | Data                   |
| --------------------- | ----------------- | ------------- | --------- | --------- | ---------------------- |
| Recorde mundial       | Barbora Špotáková | Chéquia       | 72m 28cm  | Estugarda | 13 de setembro de 2008 |
| Recorde do campeonato | Buoban Phamang    | Tailândia     | 58m 35cm  | Amã       | 26 de julho de 2007    |
| Recorde asiático      | Lü Huihui         | China         | 65m 62cm  | Zhaoqing  | 27 de abril de 2013    |

Os seguintes recordes foram estabelecidos durante esta competição:
| Data       | Evento | Atleta     | Nacionalidade | Distância | Notas                 |
| ---------- | ------ | ---------- | ------------- | --------- | --------------------- |
| 6 de julho | Final  | Li Lingwei | China         | 60m 65cm  | Recorde do campeonato |

## Medalhistas
| Ouro             | Prata                 | Bronze               |
| Li Lingwei (CHN) | Nadeeka Lakmali (SRI) | Risa Miyashita (JPN) |

## Cronograma
Todos os horários são locais (UTC+5:30).
| Data       | Hora  | Evento |
| ---------- | ----- | ------ |
| 6 de julho | 18:45 | Final  |

## Final
A final da prova ocorreu dia 6 de julho às 18:45.
| Posição           | Atleta           | Nacionalidade | #1    | #2    | #3    | #4    | #5    | #6    | Resultados | Notas                 |
| ----------------- | ---------------- | ------------- | ----- | ----- | ----- | ----- | ----- | ----- | ---------- | --------------------- |
| Medalha de ouro   | Li Lingwei       | China         | x     | 59.66 | 57.71 | 60.65 | 59.87 | 59.06 | 60.65      | Recorde do campeonato |
| Medalha de prata  | Nadeeka Lakmali  | Sri Lanka     | 59.21 | 59.99 | 60.16 | 58.72 | 53.78 | 59.52 | 60.16      |                       |
| Medalha de bronze | Risa Miyashita   | Japão         | x     | 49.47 | 52.05 | 53.86 | 55.30 | 53.15 | 55.30      |                       |
| 4                 | Seo Hae-An       | Coreia do Sul | 53.87 | 52.95 | 52.35 | 48.63 | 52.05 | 49.50 | 53.87      |                       |
| 5                 | Zhang Li         | China         | x     | 50.15 | 53.85 | x     | 53.83 | 52.67 | 53.85      |                       |
| 6                 | Kiho Kuze        | Japão         | 51.34 | 47.68 | 49.36 | 53.41 | 53.07 | 47.96 | 53.41      |                       |
| 7                 | Annu Rani        | Índia         | 49.52 | 51.79 | 49.15 | 50.39 | 46.89 | 52.29 | 52.29      |                       |
| 8                 | Dilhani Lekamage | Sri Lanka     | 49.85 | 42.88 | 50.98 | 49.61 | 49.65 | 50.52 | 50.98      |                       |
| 9                 | Suman Devi       | Índia         | 47.76 | 48.13 | x     |       |       |       | 48.13      |                       |
| 10                | Rosie Villarito  | Filipinas     | 42.82 | 46.29 | 43.14 |       |       |       | 46.29      |                       |
| 11                | Mukesh Kumari    | Índia         | x     | 44.54 | x     |       |       |       | 44.54      |                       |

Legenda
| Recorde mundial       | Recorde mundial (World record)               |                       | Recorde africano                      | Recorde africano (African) |                                           | Q | Classificado por posição (Qualified) |
| Recorde do campeonato | Recorde do campeonato (Championship record)  | Recorde da América    | Recorde da América (Americas)         | q                          | Classificado por melhor tempo (Qualified) |   |                                      |
| Melhor marca do ano   | Melhor marca do ano (World leading)          | Recorde asiático      | Recorde asiático (Asian)              | DNS                        | Não largou (Did not start)                |   |                                      |
| Recorde nacional      | Recorde nacional (National record)           | Recorde europeu       | Recorde europeu (European)            | DNF                        | Não terminou (Did not finish)             |   |                                      |
| Recorde pessoal       | Recorde pessoal do atleta (Personal best)    | Recorde da Oceania    | Recorde da Oceania (Oceania)          | DSQ / DQ                   | Desclassificado (Disqualified)            |   |                                      |
| Recorde da temporada  | Recorde da temporada do atleta (Season best) | Recorde sul-americano | Recorde sul-americano (South America) | NM                         | Sem marca (No mark)                       |   |                                      |